# 三木那由他
三木 那由他（みき なゆた、1985年〈昭和60年〉11月13日 - ）は、言語やコミュニケーションを専門とする日本の哲学者、トランスジェンダー。京都大学博士（文学）。ポール・グライスの「意図基盤意味論」の問題点を検証し、その代替として「共同性基盤意味論」を提唱した。著書に『話し手の意味の心理性と公共性』や『グライス 理性の哲学』、『言葉の展望台』、『会話を哲学する』がある。2025年5月現在、大阪大学大学院人文学研究科講師。

## 来歴・人物

### 学位取得まで
1985年（昭和60年）、神奈川県生まれ。大学院時代に性別を移行。京都大学で学士・修士を取得した後、日本学術振興会特別研究員（DC1）。2013年（平成25年）に京都大学大学院文学研究科博士課程を指導認定退学し、2013年より日本大学で日本学術振興会特別研究員（PD）。2015年（平成27年）には京都大学に学位論文「心理的であり公共的である意味について」を提出し、課程博士として博士（文学）を取得。

### 研究員・助手・助教時代
2016年（平成28年）4月から翌年3月まで京都大学アジア研究・教育ユニットの研究員となり、同時に2016年（平成28年）4月から2018年（平成30年）3月まで同志社大学文化情報学部の実習助手として勤務。同年4月から2020年（令和2年）3月にかけて大阪大学大学院文学研究科の助教を務め、4月から9月までは京都大学文学部で研究員を務めた。この間、2019年（令和元年）には単著『話し手の意味の心理性と公共性』が勁草書房から出版されている。

### 大阪大学講師時代
2020年（令和2年）10月に大阪大学大学院文学研究科の講師に着任。2021年（令和3年）4月には『フィルカル』の編集委員に就任した。講談社の『群像』では同年の5月号から「言葉の展望台」の連載を開始し、10月号の記事ではトランスジェンダー当事者であることに触れ、自身が苦しんだ体験を記している。2022年（令和4年）3月には『グライス 理性の哲学』を刊行し、コミュニケーションや形而上学など広い範囲におけるポール・グライスの議論・哲学を取り上げた。
2022年4月より大阪大学大学院人文学研究科講師。同年7月にはエッセー集『言葉の展望台』を刊行し、日常の会話やメディアで疑問に思った表現に対し、「意味の占有」やコミュニケーション暴力、マンスプレイニングといった観点から哲学的に扱っている。同書は紀伊國屋じんぶん大賞2023で2位となった。同年8月にも漫画作品を題材にコミュニケーションとマニピュレーションについて分析した『会話を哲学する』を刊行。同書は翌2023年（令和5年）に中央公論新社の「新書大賞2023」で20位にランクインした。
2023年（令和5年）9月からは朝日新聞デジタルの『Re:Ron』で「ことばをほどく」を連載。2024年（令和6年）には、『群像』での連載「言葉の展望台」が8月号で終了している。2020年に出版された『Philosophy for Girls』を監訳し、『女の子のための西洋哲学入門 ― 思考する人生へ ―』として2024年（令和6年）に出版。本書は20人の女性哲学者が執筆し、翻訳も14人の女性研究者で行われた。野矢茂樹 は同書の書評で「古稀（こき）を迎えた年寄りの男にとっても、ちゃんとした哲学入門になる」と記している。
なお、『中央公論』の「このマンガがすごい！」では評者を担当し、2025年（令和7年）の『群像』2月号からは「可愛い哲学」の連載が始まった。国際女性デーの前日である同年3月7日にはTBSラジオの『荻上チキ・Session』に、『女の子のための西洋哲学入門』の共同監訳者である西條玲奈とともに出演している。

## 研究
ポール・グライスの「意図基盤意味論」には、言葉の意味に意図を補足する条件付加を幾重にも重ねないといけない無限後退問題が存在する。この問題に対しシファーらこれまでの研究者は解決策を提示していたが、三木はそれらの不備やその一般的な理由を指摘した。さらにマーガレット・ギルバートの「共同的コミットメント」や「集合的信念」などを手掛かりとして、共同性の制約から無限後退問題が解消できるとする「共同性基盤意味論」を提唱した。2019年に『科学哲学』に掲載された論文「意図の無限後退問題とは何だったのか」は、2020年度石本賞の最終選考にノミネートされている。
なお、これらを扱った三木の著書『話し手の意味の心理性と公共性』は三木の博士論文を発展させたものであり、山形大学の清塚邦彦は書評で「本書の論述は全巻を通じて明解であり、考慮すべき事項について遺漏なく丹念な検討を重ねていく手堅さには頭が下がる」と評価した。また、「共同性基盤意味論」は早稲田大学の酒井智宏や東京大学の木下蒼一朗によって検証され、酒井と木下は「コミットメントにコミットし過ぎている可能性」を指摘し、木下は「意味の公共性」の成立が不必要であることを示唆している。
また、三木は日本学術振興会の特別研究員として
- 2010-2012年度 - DC1「グライスの多層的アプローチに基づく、言語の心理的基盤研究」[25]
- 2013-2015年度 - PD「チャンネル構築ゲームとしての言語的／非言語的コミュニケーションの分析」[26]

といったテーマに取り組み、科学研究費助成事業では研究代表者として以下のテーマに採択されている。
- 2018-2021年度 - 若手研究「話し手の意味の共同主義的プラグマティズム」[45]
- 2022-2026年度 - 若手研究「コミュニケーションにおける暴力の分析：共同行為論の応用」[46]

## 見解
”Review of Analytic Philosophy”において、エディトリアルボードにトランスジェンダー当事者への排除的な発言などで知られるキャスリーン・ストック教授を迎え入れたことに対して、三木は当該雑誌の体制が、「日本の分析哲学研究者のコミュニティ全体が性的マイノリティの方々への差別を許容する一律な傾向をもつというメッセージとして受け取られ、若手の哲学研究者や学生、当事者の方々への不安を広げることになりかねない」として、自身のFacebookで危惧の念を表明した。
また、「本当は話し手と聞き手のあいだでの調整のはずなのに、話し手が抗議する余地もなく、話し手が意味した内容を聞き手側が決めてしまうことさえある」として「意味の占有」という概念を導入。「女が、外国籍の者が、非異性愛者が、トランスジェンダーが、そうでない者たちの一部から「不合理なことを言っている」と責め立てられるとき、こうした意味の占有が背後にありはしないだろうか」と問題提起している。

## 著書

### 単著
- 『話し手の意味の心理性と公共性 ― コミュニケーションの哲学へ ―』勁草書房、2019年12月、ISBN 978-4326102785。[5]
- 『グライス理性の哲学 ― コミュニケーションから形而上学まで ―』勁草書房、2022年3月、ISBN 978-4326103010。
- 『言葉の展望台』講談社、2022年7月、ISBN 978-4065283455。
- 『会話を哲学する ― コミュニケーションとマニピュレーション ―』光文社〈光文社新書〉、2022年8月、ISBN 978-4334046224。
- 『言葉の風景、哲学のレンズ』講談社、2023年11月、ISBN 978-4065336809。
- 『言葉の道具箱』講談社、2024年10月、ISBN 9784065372470。

### 翻訳
（共役）
- 『プラグマティズムはどこから来て、どこへ行くのか 上巻』勁草書房〈現代プラグマティズム叢書 第3巻〉、2020年10月、ISBN 978-4-326-19980-8。[注 5]
- 『プラグマティズムはどこから来て、どこへ行くのか 下巻』勁草書房〈現代プラグマティズム叢書 第4巻〉、2020年10月、ISBN 978-4-326-19981-5。[注 5]

（監訳）
- 『女の子のための西洋哲学入門 ― 思考する人生へ ―』フィルムアート社、2024年11月、ISBN 978-4-8459-2107-2[注 6]。

### 分担執筆
- 「概念の構造とカテゴリー化」信原幸弘、太田紘史 編『シリーズ新・心の哲学 認知篇』勁草書房、2014年5月、ISBN 9784326199211。
- 「コミュニケーションと意味の占有」『精神科医療における暴力とケア』下里誠二、木下愛未 編著、金剛出版、2024年9月、ISBN 9784772420600。
- 「認識的不正義と言語哲学」『認識的不正義ハンドブック ― 理論から実践まで ―』佐藤邦政、神島裕子、榊原英輔 編著、勁草書房、2024年11月、ISBN 9784326103454。

## その他著作

### 博士論文
- 『心理的であり公共的である意味について』京都大学〈博士論文（甲第19251号）〉、2015年、NAID 500001349178。

### 主な論文・紀要
- 「言われていることへの二つのアプローチ ― 折衷的ミニマリズムと文脈主義」『哲学論叢』第35巻、2008年、165-176頁、NAID 120001863194。[51]
- 「理性による意味の基礎づけ ― グライスにおける意味」『哲学論叢』第36号、2009年、68-79頁、NAID 120002426890。[52]
- 「意図の無限後退問題とは何だったのか」『科学哲学』第52巻第1号、2019年、47-65頁。- 2020年度石本賞の最終選考にノミネートされた論文[7]
- 「会話の格率の三つの破りかた —行為の理論としての会話的推意の理論—」『科学基礎論研究』第49巻第1号、2021年、33-48頁。

### 連載・書評
（個人連載）
- 「言葉の展望台」『群像』講談社、2021年5月号[30] - 2024年8月号[36]
- 「ことばをほどく」『Re:Ron』朝日新聞デジタル、2023年9月4日 - [53][注 7]
- 「可愛い哲学」『群像』講談社、2025年2月号 - [43]

（書評担当）
- 「このマンガがすごい！」『中央公論』[注 8]

### 解説・対談
- “内輪向けでない哲学のために――哲学者・三木那由他氏が感じ取った『時間の解体新書』の重要性”. じんぶん堂 powered by 好書好日. 朝日新聞社. (2021年11月3日) 2022年6月19日(UTC)閲覧。
- “クィアなみんな、魔法の時間だ！『Ikenfell』は居場所のなかった私たちが待ち望んだRPG”. IGN Japan. 産経デジタル. (2022年2月27日) 2022年6月19日(UTC)閲覧。
- 川添愛や川原繁人との鼎談 - (2024年5月22日). “ChatGPTの発話の背後に人間はいるのか？”. (2024年5月23日). “学問が役に立つとはどういうことだろうか？”. 現代ビジネス. 講談社. 2024年12月31日(UTC)閲覧。
- キュレーター・編集者の塚田有那との対談 - (2023年12月15日). “漫画に学ぶダイバーシティ（前篇 / 後篇）マイノリティとマジョリティの距離”. DISTANCE.media. 2025年5月28日(UTC)閲覧。。
- 勅使川原真衣との対談 - (2025年3月12日). “勅使川原真衣×三木那由他 共に問い直す、時代象徴する「言葉」たち”. Re:Ronウェルビーイング・働き方記事. 朝日新聞社. 2025年5月28日(UTC)閲覧。